# بقرص فوقاني (دير الزور)
بقرص فوقاني قرية سورية تتبع ناحية مركز مدينة الميادين في منطقة الميادين في محافظة دير الزور. بلغ عدد سكانها 6577 نسمة في عام 2004 حسب إحصاء المكتب المركزي للإحصاء.
يعمل أغلب سكان القرية بتربية المواشي والزراعة كزراعة القطن والقمح والشوندر السكري بالإضافة إلى الأشجار المثمرة وبعض الخضراوات كالباذنجان والبندورة والقرع، إضافة لبعض الصناعات اليدوية كصناعة الجبن والسمن وتعتبر مورد رزق لأهالي القرية ويتم بيعها في المدينة